# Čebrails Makreckis
Čebrails Makreckis (* 10. Mai 2000 in Aachen) ist ein lettischer Fußballspieler. Der offensive Mittelfeldspieler ist aktuell bei Ferencvaros in Ungarn unter Vertrag und ist lettischer Juniorennationalspieler.

## Karriere

### Verein
Makreckis begann 2010 mit dem Fußballspielen bei Bayer 04 Leverkusen. Dort durchlief er sämtliche Jugendmannschaften. Im Jahr 2017 wurde er für ein Jahr an die U19 des SV Bergisch Gladbach 09 in die Leverkusener Nachbarstadt Bergisch Gladbach verliehen. Sein erstes A-Junioren-Bundesligaspiel absolvierte er am 11. August 2018 gegen Borussia Mönchengladbach.
Nachdem er bereits einige Zeit beim Bonner SC mittrainiert hatte, wechselte er im Sommer 2019 fest zum Klub in die Regionalliga West und unterschrieb dort seinen ersten Profivertrag. Sein erstes Regionalligaspiel machte er am 3. August 2019 bei der 0:1-Niederlage gegen den SV Lippstadt 08. Am 3. November, dem 16. Spieltag, konnte er bei der 2:4-Niederlage gegen die zweite Mannschaft des 1. FC Köln sein erstes Tor feiern.
Im Sommer 2020 wechselte er in die Reservemannschaft von Borussia Dortmund. Sein erstes Spiel für die Schwarz-Gelben machte er am 23. September 2020 beim 4:1-Sieg gegen den SC Wiedenbrück. Mit der Reserve spielte Makreckis eine erfolgreiche Saison und stieg mit der Mannschaft in die 3. Liga auf.
Am 24. Juli gab er sein Debüt in der 3. Liga. Beim 2:1-Auswärtssieg gegen den FSV Zwickau wurde er in der 79. Minute von Enrico Maaßen für Marco Pašalić eingewechselt. Zur Wintertransferperiode der Saison 2021/22 wechselte Makreckis zum Ligakonkurrenten Viktoria Berlin, um dort mehr Spielzeit zu erhalten.

### Nationalmannschaft
Makreckis kam sieben Mal für die U19-Nationalmannschaft Lettlands zum Einsatz. Sein Debüt gab er am 6. Juni 2018 beim 4:0-Sieg gegen Estland. Einen Tag später gelang ihm beim 3:0-Sieg im Freundschaftsspiel gegen Litauen sein erster Treffer im Trikot der Nationalmannschaft.

## Erfolge
- Meister der Regionalliga West und Aufstieg in die 3. Liga: 2021